# Cortes de Guadalajara
Reuniones de las Cortes de Castilla en Guadalajara durante la Edad Media.

## Historia
Las Cortes se reunieron en dos ocasiones en la entonces villa:
- Cortes de Guadalajara de 1390, durante el reinado de Juan I de Castilla, que aprobaron diversos ordenamientos relativas a la organización militar del reino, la prohibición de exportar metales preciosos y ganado de silla o las exenciones fiscales del clero.
- Cortes de Guadalajara de 1408, durante la minoría de edad de Juan II de Castilla y la regencia de Catalina de Lancaster y el infante Fernando, para discutir la continuidad y la financiación de la guerra con Granada.